# پامچال چشم‌کبوتری
پریمولا فارینوسا (نام علمی: Primula farinosa) نام یک گونه از سرده پامچال است.